# 摩西湖
摩西湖（Moses Lake），是美国华盛顿州东部格兰特县的一座湖泊，位于哥伦比亚河的支流克莱博溪（Crab Creek）上。该湖原为克莱博溪上的一个小湖，后在哥伦比亚河治理工程中被建成为一座水库，为周边的甜菜种植业提供水源。
该湖得名于19世纪初年在此居住的摩西酋长，在湖边建起的城市随该湖命名为摩西湖市。
该湖附近的沙丘曾被NASA用来模拟月球表面，并建有摩西湖国际机场。